# 2011-es magyar labdarúgó-ligakupa-döntő
A 2011-es magyar labdarúgó-ligakupa-döntő a magyar ligakupa 4. döntője volt. Ebben az évben megismétlődött a 2010-es finálé párosítása, így ezúttal is a Debreceni VSC és a Paks szerepelt a döntőben. A kupa sorsa két mérkőzésen dőlt el. Az első találkozót 2011. április 6-án rendezték Debrecenben, a visszavágóra április 13-án Pakson került sor. A ligakupát a Paks nyerte meg, története során először. Az első mérkőzésen hiába nyert a DVSC 2–1-re, a visszavágón a paksiak 3–0-ra diadalmaskodtak, így összesítésben 4–2-vel hódították el a kupát.

## Út a döntőig
A döntőbe a Debreceni VSC és a Paks jutott be. Előbbi csapat nem szerepelt a csoportkörben, hiszen indultak a nemzetközi kupában, így csak az egyenes kieséses szakaszban csatlakozott a többi csapathoz. A Paks a B csoportból kvalifikálta magát a negyeddöntőbe. A csoportban az első helyen végzett, a Vasas és az MTK Budapest előtt.
| Debreceni VSC        | Debreceni VSC | Debreceni VSC    |             | Paks               | Paks                              | Paks                              |
| Ellenfél             | Eredmény      | Mérkőzések       | Forduló     | Ellenfél           | Eredmény                          | Mérkőzések                        |
| -------------------- | ------------- | ---------------- | ----------- | ------------------ | --------------------------------- | --------------------------------- |
|                      |               |                  | Csoportkör  | MTK Budapest Vasas | 2–4 (i), 4–0 (o) 2–0 (o), 4–1 (i) | 2–4 (i), 4–0 (o) 2–0 (o), 4–1 (i) |
| Kecskeméti TE        | 2–1           | 2–0 (o), 0–1 (i) | Negyeddöntő | Videoton           | 1–1 (ig.)                         | 1–1 (i), 0–0 (o)                  |
| Szombathelyi Haladás | 2–0           | 2–0 (i), 0–0 (o) | Elődöntő    | Zalaegerszegi TE   | 4–2                               | 2–1 (i), 2–1 (o)                  |

## Az 1. mérkőzés
| 2011. április 6. 17:30 |

| Debreceni VSC                                             | 2–1               | Paks                                                |
| --------------------------------------------------------- | ----------------- | --------------------------------------------------- |
| Salami 14' Yannick 41' 60' Šimac 27' Ramos 70' Farkas 90' | (2–1) Jegyzőkönyv | Vári 23' Sifter 6' Gévay 25' Sipeki 31' Fiola 90+1' |

| Oláh Gábor utcai stadion, Debrecen Nézőszám: 2 500 Játékvezető: Farkas Ádám (magyar) |

| Debreceni VSC | Paks |

| DEBRECENI VSC: |    |                        |         |
|                |    |                        |         |
| K              | 45 | Nenad Novaković        |         |
| V              | 22 | Bernáth Csaba          |         |
| V              | 4  | Dajan Šimac            | 27'     |
| V              | 24 | Mirszad Mijadinoszki   |         |
| V              | 50 | Ștefan Mardare         |         |
| KP             | 77 | Czvitkovics Péter      | 83'     |
| KP             | 33 | Varga József           |         |
| KP             | 6  | Luis Ramos             | 70'     |
| KP             | 20 | Mbengono Andoa Yannick | 41' 60' |
| CS             | 14 | Eugene Salami          | 14' 70' |
| CS             | 39 | Adamo Coulibaly        |         |
| Cserék:        |    |                        |         |
| K              | 87 | Verpecz István         |         |
| V              | 2  | Szűcs István           |         |
| V              | 8  | Nikolov Balázs         |         |
| V              | 28 | Nagy Zoltán            |         |
| KP             | 10 | Farkas Balázs          | 83' 90' |
| KP             | 27 | Bódi Ádám              | 70'     |
| CS             | 25 | Mokánszki Norbert      |         |
| Edző:          |    |                        |         |
| Zdeněk Ščasný  |    |                        |         |

| PAKS:      |    |                      |                 |
|            |    |                      |                 |
| K          | 24 | Csernyánszki Norbert |                 |
| V          | 16 | Heffler Tibor        |                 |
| V          | 5  | Gévay Zsolt          | 25'             |
| V          | 18 | Fiola Attila         | 90+1'           |
| V          | 30 | Szabó János          |                 |
| KP         | 39 | Bartha László        | a szünetben     |
| KP         | 6  | Sifter Tamás         | 6'              |
| KP         | 22 | Sipeki István        | 31' a szünetben |
| KP         | 91 | Haraszti Zsolt       | a szünetben     |
| CS         | 87 | Vári Barnabás        | 23' 81'         |
| CS         | 10 | Kiss Tamás           | 60'             |
| Cserék:    |    |                      |                 |
| K          | 28 | Pokorni Péter        |                 |
| KP         | 13 | Böde Dániel          | a szünetben     |
| KP         | 19 | Mészáros István      | 60'             |
| CS         | 2  | Nagy István          | 81'             |
| CS         | 17 | Magasföldi József    | a szünetben     |
| CS         | 53 | Montvai Tibor        | a szünetben     |
| Edző:      |    |                      |                 |
| Kis Károly |    |                      |                 |

## A 2. mérkőzés
| 2011. április 13. 17:30 |

| Paks                          | 3–0               | Debreceni VSC                             |
| ----------------------------- | ----------------- | ----------------------------------------- |
| Magasföldi 35' 72' Bartha 65' | (1–0) Jegyzőkönyv | Kabát 12' Nikolov 34' Šimac 60' Ramos 89' |

| Fehérvári úti stadion, Paks Nézőszám: 2 500 Játékvezető: Németh Ádám (magyar) |

| Paks | Debreceni VSC |

| PAKS:      |    |                      |         |
|            |    |                      |         |
| K          | 28 | Pokorni Péter        |         |
| V          | 19 | Mészáros István      |         |
| V          | 73 | Éger László          |         |
| V          | 18 | Fiola Attila         |         |
| V          | 30 | Szabó János          |         |
| KP         | 6  | Sifter Tamás         |         |
| KP         | 22 | Sipeki István        | 83'     |
| KP         | 39 | Bartha László        | 65'     |
| KP         | 13 | Böde Dániel          | 51'     |
| KP         | 17 | Magasföldi József    | 35' 72' |
| CS         | 10 | Kiss Tamás           |         |
| Cserék:    |    |                      |         |
| K          | 24 | Csernyánszki Norbert |         |
| KP         | 16 | Heffler Tibor        | 83'     |
| KP         | 91 | Haraszti Zsolt       |         |
| CS         | 2  | Nagy István          |         |
| CS         | 8  | Bohner Roland        | 51'     |
| CS         | 53 | Montvai Tibor        |         |
| CS         | 87 | Vári Barnabás        |         |
| Edző:      |    |                      |         |
| Kis Károly |    |                      |         |

| DEBRECENI VSC: |    |                                 |                 |
|                |    |                                 |                 |
| K              | 45 | Nenad Novaković                 |                 |
| V              | 28 | Nagy Zoltán                     |                 |
| V              | 4  | Dajan Šimac                     | 60'             |
| V              | 16 | Komlósi Ádám                    |                 |
| V              | 8  | Nikolov Balázs                  | 34' a szünetben |
| KP             | 70 | Kulcsár Tamás                   | 58'             |
| KP             | 6  | Luis Ramos                      | 89'             |
| KP             | 27 | Bódi Ádám                       |                 |
| KP             | 10 | Farkas Balázs                   | 68'             |
| CS             | 11 | Kabát Péter                     | 12'             |
| CS             | 39 | Mokánszki Norbert               | a szünetben     |
| Cserék:        |    |                                 |                 |
| K              | 31 | Mindaugas Malinauskas           |                 |
| V              | 2  | Szűcs István                    |                 |
| V              | 21 | Fodor Marcell                   | a szünetben     |
| KP             | 29 | Spitzmüller István              | 68'             |
| KP             | 37 | Lucas Marcolini Dantas Bertucci |                 |
| CS             | 20 | Mbengono Andoa Yannick          | a szünetben     |
| CS             | 46 | Etogo Essama Awoundza           | 58'             |
| Edző:          |    |                                 |                 |
| Zdeněk Ščasný  |    |                                 |                 |

## Lásd még
- 2010–2011-es magyar labdarúgó-ligakupa
- 2011-es magyar labdarúgókupa-döntő

## Külső hivatkozások
- A Magyar Labdarúgó-szövetség hivatalos honlapja (magyarul)
- Az első mérkőzés adatlapja a magyarfutball.hu-n (magyarul)
- A visszavágó adatlapja a magyarfutball.hu-n (magyarul)
- Az első mérkőzés beszámolója a nemzetisport.hu-n (magyarul)
- A visszavágó beszámolója a nemzetisport.hu-n (magyarul)